# Vítor Paneira
Vítor Paneira, de son nom complet Vitor Manuel da Costa Araújo Paneira, né le 16 février 1966 à Vila Nova de Famalicão, est un footballeur portugais, reconverti entraîneur.

## Biographie
Vítor Paneira joue principalement en faveur du Benfica Lisbonne et du Vitoria Guimarães.
Avec Benfica, il remporte trois titres de champion du Portugal et une Coupe du Portugal. Il est également finaliste de la Ligue des Champions en 1990.
Au total, Vítor Paneira dispute 335 matchs en 1re division portugaise et inscrit 43 buts dans ce championnat. 
International portugais (43 sélections, 4 buts), il participe à l'Euro 1996 avec le Portugal.
Après sa carrière de joueur, Paneira se reconvertit en entraîneur. 
Il entraîne notamment durant quelques mois le Moreirense FC et le FC Marco en deuxième division portugaise.

## Carrière

### Joueur
- 1985-1987 :  FC Famalicão
- 1987-1988 :  FC Vizela
- 1988-1995 :  Benfica Lisbonne
- 1995-1999 :  Vitoria Guimarães
- 1999-2001 :  Académica de Coimbra

### Entraîneur
- 2003-2005 :  Ribeirão
- 2005 :  Moreirense FC
- 2006 :  FC Marco
- 2007-2008 :  Vila Meã
- 2008-2009 :  FC Famalicão
- 2009-2010 :  Boavista FC
- 2010-2011 :  Gondomar SC
- 2011-nov. 2013 :  C.D. Tondela
- mars 2014-2015 :  Varzim SC
- 2015-oct. 2015 :  C.D. Tondela

## Palmarès (joueur)
- 43 sélections et 4 buts en équipe du Portugal entre 1988 et 1996
- Finaliste de la Ligue des Champions en 1990 avec le Benfica Lisbonne
- Champion du Portugal en 1989, 1991 et 1994 avec le Benfica Lisbonne
- Vainqueur de la Coupe du Portugal en 1993 avec le Benfica Lisbonne
- Vainqueur de la Supercoupe du Portugal en 1989 avec le Benfica Lisbonne

## Statistiques (joueur)
- 24 matchs et 1 but en Ligue des Champions
- 24 matchs et 5 buts en Coupe de l'UEFA
- 8 matchs et 1 but en Coupe des coupes
- 335 matchs et 43 buts en Superliga (1re division portugaise)
- 44 matchs et 2 buts en Liga de Honra (2e division portugaise)